# Llei de Protecció dels Membres del Servei Estatunidenc
La Llei de Protecció dels Membres del Servei Estatunidenc (en anglès, American Service-Members' Protection Act o ASPA, Títol 2 de la Llei 107-206, HR4775, 116 Stat. 820) és una llei que té com a objectiu "protegir el personal militar dels Estats Units i altres funcionaris elegits i nombrats del govern contra judicis pel Tribunal Penal Internacional de la qual els Estats Units no en són part". També se la coneix informalment com a Llei per a la invasió de la Haia (en anglès, Hague invasion act), per ser en aquesta ciutat on té la seva seu el Tribunal Penal Internacional.
La llei, presentada pel senador Jesse Helms i el representant Tom DeLay (tots dos del Partit Republicà), va ser una esmena a la Llei d'Assignacions Suplementàries de 2002 orientada a compensacions per atacs terroristes als Estats Units o en resposta a ells (HR 4775). El projecte de llei va ser promulgat pel president George W. Bush el 2 d'agost del 2002.

## Efectes
L'ASPA autoritza el president dels Estats Units a utilitzar "tots els mitjans necessaris i apropiats per aconseguir l'alliberament de qualsevol nord-americà o personal aliat que estigui detingut o empresonat per, en nom de, o a sol·licitud del Tribunal Penal Internacional". Aquesta autorització ha portat al fet que la llei sigui anomenada "Llei d'Invasió de la Haia", perquè l'alliberament per la força de les persones considerades per la llei seria possible només a través d'una invasió de la ciutat de la Haia, seu de diversos tribunals penals internacionals i del govern dels Països Baixos.
La llei prohibeix als governs i agències federals, estatals i locals (inclosos els tribunals i les agències d'aplicació de la llei) ajudar el tribunal. Per exemple, prohibeix l'extradició de qualsevol persona dels Estats Units a la Cort; prohibeix la transferència d'informació de seguretat nacional classificada i informació d'aplicació de la llei al tribunal, i prohibeix als agents del tribunal fer investigacions dins dels EUA.
La llei també prohibeix l'ajuda militar dels Estats Units a aquells països que hagin ratificat l'Estatut de Roma i, per tant, siguin part de la cort. Algunes excepcions es permeten a aquells països que formin part de l'OTAN, siguin aliats militars de l'OTAN i Taiwan, tot i que oficialment Estats Units no reconeix a aquest territori com a independent. La normativa pot excloure també països que signin acords amb els Estats Units, sota l'article 98 de l'Estatut de Roma, que acordin no lliurar ciutadans nord-americans a la Cort Penal Internacional.
El president dels Estats Units pot suspendre l'aplicació d'aquesta prohibició si determina que fer-ho és "important per a l'interès nacional dels EUA".